# مونوپتاسیم گلوتامات
مونوپتاسیم گلوتامات (به انگلیسی: Monopotassium glutamate) یک ترکیب شیمیایی با شناسه پاب‌کم ۲۳۶۶۹۶۳۴ است. 